# 椎野勝
椎野 勝（しいのまさる、1969年 - ）は、日本の切り絵作家。

## 経歴
- 1996年 - 切り絵作家 辰巳雅章に師事
- 1996年 - 処女作「初冬の景」完成
- 1997年 - 第10回身体障がい者自立読売絵画展出品
- 1998年 - 神奈川県身体障がい者施設協会文化祭に出品 以降毎年出品
- 2001年 - 藤沢市民ギャラリーにて「けやきサークル」8人でサークル展を開催
- 2001年 - 絵はがきセット発刊
- 2001年 - 画集1,000部発刊 100部を藤沢市に寄贈

## 主な作品
- 「初冬の景」